# Autonomisti Democratici Progressisti
Autonomisti Democratici Progressisti (in lingua francese Autonomistes Démocrates Progressistes) è stato un partito politico di orientamento regionalista e cristiano-sociale attivo in Valle d'Aosta dal 1984 al 1998. I suoi principali esponenti sono stati Cesare Dujany, Maurizio Martin, Angelo Pollicini, Ilario Lanivi, Giuseppe Maquignaz e Claudio Lavoyer.

## Storia
Il movimento si è formato nel 1984 dalla fusione dell'Union Valdôtaine Progressiste e dei Democratici Popolari.
Alle elezioni regionali del 1988 il movimento ha raggiunto il suo miglior risultato elettorale con l'11,0% dei voti e quattro consiglieri regionali eletti. Dopo la scissione degli Autonomisti Indipendenti guidati da Ilario Lanivi nel 1991, il partito si è presentato alle elezioni regionali del 1993 in coalizione con il Partito Repubblicano Italiano, ottenendo il 6,5% dei voti e due consiglieri regionali. Nel 1998, la maggior parte del movimento, guidato da Lavoyer, confluì insieme all'Alleanza Popolare Autonomista nella Fédération Autonomiste. 
Dal 1983 al 1994 l'ADP è stato rappresentato al Senato della Repubblica da Cesare Dujany, che è stato rieletto fino al 1996 con la lista Pour la Vallée d'Aoste.